# 呉竹

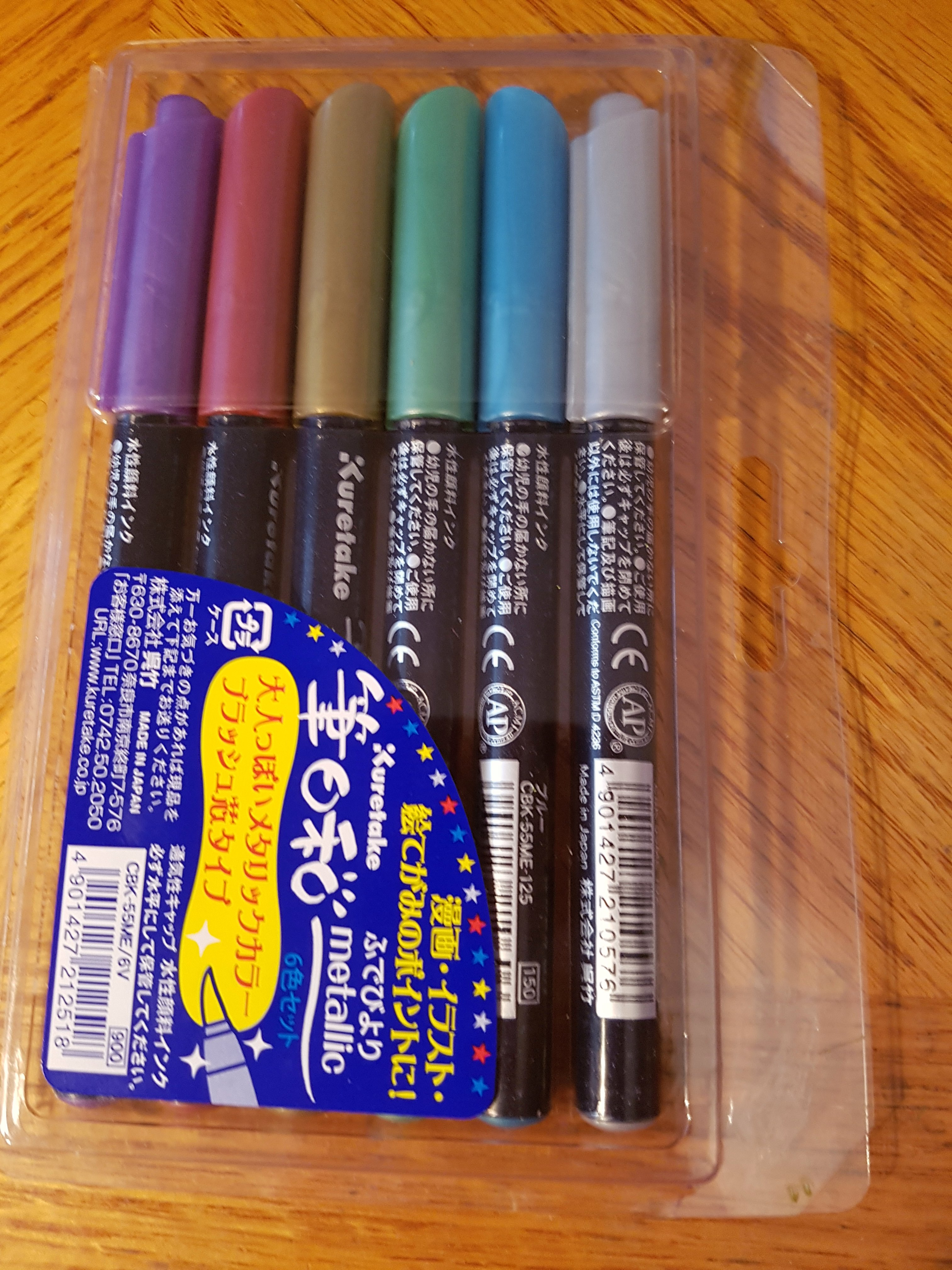
筆日和

株式会社呉竹（くれたけ）は、日本の文具メーカー。以前の社名は呉竹精昇堂。本社は奈良市にあり、奈良墨、書道液、筆、硯などで知られるメーカーである。他にペン、糊、便箋など紙製品を製造。
近年は、スクラップブッキングを始め、カリグラフィー、水彩絵具などクラフト、アート用品も製造しており、アメリカや西欧など海外に幅広く事業展開している。
「呉竹」はもともとは墨の商品名。創業者の綿谷が墨の売り込みのため全国の学校を廻っていた際、訪問した熊谷高等女学校（当時）の校内紙の名が「くれ竹」であり、綿谷がこれに感銘を受けたことから命名された。

## 歴史

### 製墨業者として創業
創業者である綿谷奈良吉（1868年 - 1947年）は、1877年（明治10年）頃から当時有名な製墨業者であった大森徳兵衛の店で墨職人として働き、墨作りの技術を磨いた。その後、午前4時半から正午まで大森の店で1日分の仕事をした後、自宅で自分の墨を作り他の墨屋の下請けで商品を納めるようになり、この資金をもとに、それまで三条通りの奥に住んでいた家を引き払って内侍原町1番地の藁葺きの家を買い、1902年（明治35年）10月1日に製墨業者として独立した。
奈良吉の長男、綿谷楢太郎（1892年 - 1956年）は小学校3年生から家業を手伝い、墨の生産過程を習得して生産面の責任者となり、二男の仙二郎と四男の伍朗は高等小学校を卒業後に販売面を担当し、近くの店を回るようになる。奈良吉は妻コマのアイデアで東京の筆墨卸商平安堂 の信用を得、平安堂ブランドの墨を大量に製造し、多くの利益を上げることができた。
奈良吉は自社ブランドで墨を販売するため、1924年（大正13年）10月に合名会社精昇堂商会を設立。この名は奈良吉自身の命名で「精密な仕事で上昇する」という意味である。このころ精昇堂は全国の学校を訪問し墨を売り込んでいたが、1926年（大正15年）頃、埼玉県の熊谷高等女学校（現・埼玉県立熊谷女子高等学校）の同窓会「呉竹会」にその品質を認められたのが縁で、墨のブランドに「呉竹」という名を使うことを許された。この「呉竹」の原典は明治天皇の和歌「芽生えより直ぐなる心呉竹の伸びよ育め己が心を」に由来する。それ以降「呉竹墨」が主流製品となり、1932年（昭和7年）8月に組織変更により株式会社精昇堂商会（資本金10万円）となり、1940年（昭和15年）6月に社名を株式会社呉竹精昇堂に改めた。
戦後、連合国軍最高司令官総司令部（GHQ）は日本の義務教育における書道の授業を禁止する布告を出す。戦争により衰退気味であった奈良の製墨業界は大きな打撃を受け、約50軒あった製墨業者の半数は転業した。悲観した楢太郎は兵役から戻ってきた2人の息子、綿谷安弘（1920年 - ）、良孝（1923年 - ）には家業を継がず他の仕事につくよう勧める。しかしその後、GHQの方向転換により書道が自由選択科目として復活し文部省の学習指導要領も改められると、1950年（昭和25年）頃から楢太郎も二人の弟や息子たちと事業を再開した。

### 戦後の発展、筆ぺん誕生
1956年（昭和31年）奈良市大宮町に大ホールを備えた鉄筋3階建ての新社屋が完成。新製品開発の第一弾として、半練り状態の墨をチューブに入れた「墨のかおり」を発売する。しかし全国の校長先生からひどく叱られ売れなかった。1958年（昭和33年）には「墨滴」の名で書道用液体墨を業界で初めて売り出した。煤の比重をあげて浮かすことで沈殿を防ぎ書面が光らない工夫をしたが、またも叱られ80パーセントもの返品があった。しかし若い先生や塾の先生からはほめられて、これをきっかけに液体墨が主力商品となっていく。
1958年（昭和33年）10月にはサインペン（マーキングペン）を開発、「クレタケドリームペン」の名で発売した。これは良孝のアイデアで、彼はモリソン万年筆 の工場に通って筆記具の製造を学び、東洋紡のエクスラン（アクリル繊維）を芯に使うことを考えついた。このサインペンは飛ぶように売れ、外国からも注文が殺到する。これに自信を得た呉竹精昇堂は、1965年（昭和40年）4月に筆記具生産専門の別会社としてクレタケ工業株式会社を創設し、海外との貿易も開始した。1968年（昭和43年）にはクレタケ工業の本社ペン工場を奈良市南京終町7丁目492番地に移転、1971年（昭和46年）5月からは安弘が本社の社長に、良孝が本社専務とクレタケ工業の社長を兼務する体制となった。
こうしてサインペンの海外輸出が製墨と並ぶ経営の柱となっていたが、1971年（昭和46年）のドル・ショックによる円の切り上げは日本の輸出産業に大きな打撃を与え、呉竹精昇堂も貿易から一時撤退することとなり、それに代わる国内での新しい商品の開発が急務となる。そして墨作りの伝統とサインペンで培った筆記具製造技術を結びつけ、手軽に筆文字が書けるペン（筆ペン）の開発プロジェクトに会社の命運を賭けることとなった。
1973年（昭和48年）11月、2年の歳月をかけ、筆のようなペン先にこだわって開発された「くれ竹筆ぺん」は、オイルショックで合成樹脂の原料調達に苦労するが、なんとか10万本を製作し関西圏でテスト販売した。画期的なペンの評価は高く、もっと商品が欲しいという声が相次ぎ、翌1974年（昭和49年）には需要を411万本と予測し増産体制をとる。夏の暑中見舞いを当て込んだが予想に反して商品は売れず、夏の終わりには不良在庫になるかと心配された。しかし、年賀状商戦にテレビCMの全国展開など販売キャンペーンを繰り広げ12月初旬にはほぼ完売。その知名度が全国に浸透した。

## 沿革
- 1902年（明治35年）- 創業者・綿谷奈良吉が奈良市内侍原町で製墨業を開始。
- 1924年（大正13年）- 合名会社精昇堂商会を興す。
- 1932年（昭和7年）- 株式会社精昇堂商会を設立。
- 1945年（昭和20年）- 社名を株式会社呉竹精昇堂とする。
- 1956年（昭和31年）- 本社を奈良市大宮町に移転。
- 1958年（昭和33年）- 液体墨「墨滴」を発売。
- 1963年（昭和38年）- サインペンを発売。
- 1965年（昭和40年）- 筆記具生産工場としてクレタケ工業株式会社を設立。文具の貿易を開始。
- 1968年（昭和43年）- クレタケ工業のペン工場を奈良市南京終町に建設。
- 1973年（昭和48年）- 「くれ竹筆ぺん」を開発。
- 1986年（昭和61年）- ゴルフ場向け融雪剤「SRブラック」発売。
- 1987年（昭和62年）- 水墨画用品を開発。
- 1992年（平成4年）- 本社・工場を奈良市南京終町に移転。
- 1994年（平成6年）- 呉竹精昇堂とクレタケ工業を合併、新体制での呉竹精昇堂となる。
- 1997年（平成9年）- アート&クラフト市場開拓を開始。
- 1998年（平成10年）- 絵てがみ専用のセットを発売。
- 2003年（平成15年）- 社名を株式会社呉竹とする。
- 2014年（平成26年）- 米国カリフォルニア州サクラメントに現地法人「Kuretake ZIG Corporation」を設立。
- 2018年（平成30年）- 100年経営の会（事務局：日刊工業新聞社）「第3回 100年企業顕彰 近畿経済産業局長賞」を受賞。奈良県の「奈良墨」が経済産業大臣より国の伝統的工芸品に指定。
- 2019年（平成31年）- 公益社団法人中小企業研究センター主催　第52回グッドカンパニー大賞「特別賞」を受賞。

## 提供番組
- 朝のホットライン - TBS系全国ネット（関西地区は毎日放送）で放送されていた情報番組。1980年代中期のスポンサーであった。